# Candelaria crawfordii
Candelaria crawfordii är en lavart som först beskrevs av Johannes Müller Argoviensis, och fick sitt nu gällande namn av P. M. Jørg. & D. J. Galloway. Candelaria crawfordii ingår i släktet Candelaria och familjen Candelariaceae.   Inga underarter finns listade i Catalogue of Life.